# فدریکو اسکرا
فدریکو اسکرا (اسپانیایی: Fédérico Ezquerra‎; ۱۰ مارس ۱۹۰۹ – ۳۰ ژانویهٔ ۱۹۸۶) دوچرخه‌سوار اهل اسپانیا بود. وی در مسابقات تور دو فرانس شرکت کرده است.